# 床井健一
床井 健一（とこい けんいち、1969年7月13日 - ）は日本のゲームミュージック作曲家。栃木県出身。1996年セガ入社。
妻はゲームミュージック作曲家の床井文恵（旧姓：熊谷文恵）。

## 略歴
音楽には無縁の家庭に生まれるが、幼稚園時代に自分からピアノを習いたいと思いピアノ教室に通い始める。学生時代は吹奏楽部に所属しており、帰宅後はピアノの練習、日曜には合唱団と音楽三昧の日々を送っていたという。高校の頃にはYMOの影響でシンセサイザーを始める。
大学時代にはバンドを掛け持ちしてベースやシンセを担当し、東京都内のライヴハウスで頻繁にライブを行ったり、よくイベントに参加していた。その傍らで作曲やサンプリングコラージュなども行っていたという。大学卒業後は別の仕事に就いたが、ライヴ活動などは頻繁に行っており、某レコード会社からオファーを受けたこともあるという。しかしバンドがうまくいかなかった時期でもあり辞退した。
「いつか音楽で飯を食えたらいいのに。」と考えていたある日、好きな音楽雑誌を読んでいたら「ゲームクリエイター、サウンドクリエイター募集」というページを見つける。何より音楽を仕事にしたかったという事もあり、1週間で5曲ものデモテープを作り出して面接を受け、結果セガ入社となった。入社したての頃は、周りのサウンドクリエイター達のクオリティの高さに圧倒されて、ついていけるのか不安だらけの日々であったという。
デビュー作は『デイトナUSAサーキットエディション』。

## 主に楽曲制作に携わった作品
- ソニックシリーズ
  - ソニック ジャム
  - ソニックアドベンチャー
  - ソニックアドベンチャー2
  - ソニックバトル
  - ソニックアドバンス3
  - ソニックライダーズ
  - ソニックと秘密のリング
  - ソニックライダーズ シューティングスターストーリー
  - ソニック ワールドアドベンチャー
  - ソニック カラーズ
  - ソニック ジェネレーションズ
  - ソニック フォース
  - ソニックフロンティア
- スペースチャンネル5（ココ☆タピオカ戦、ジャイアントイビラ戦など）
- スペースチャンネル5 パート2（メインテーマ、パインのテーマなど）
- ファンタシースターオンライン エピソード3 カードレボリューション
- ファンタシースターユニバース（惑星モトゥブ担当）
- ファンタシースターユニバース イルミナスの野望（OPテーマアレンジ）
- ナイツ 〜星降る夜の物語〜
- マリオ&ソニック AT バンクーバーオリンピック（Wii：サウンドプロデューサー）
- 龍が如く4 伝説を継ぐもの
- マリオ&ソニック AT ロンドンオリンピック（Wii：サウンドプロデューサー）
- マリオ&ソニック AT ソチオリンピック（サウンドプロデューサー）
- マリオ&ソニック AT リオオリンピック（サウンドプロデューサー）